# كروز بوستامينت
كروز بوستامينت هو سياسي أمريكي، ولد في 4 يناير 1953 في دينوبا في الولايات المتحدة. نشط حزبياً في الحزب الديمقراطي. وقد انتخب عضو جمعية ولاية كاليفورنيا ‏ وانتخب نائب حاكم كاليفورنيا ‏ (4 يناير 1999 – 8 يناير 2007).